# Markt Indersdorf
Markt Indersdorf är en köping (Markt) i Landkreis Dachau i Regierungsbezirk Oberbayern i förbundslandet Bayern i Tyskland.